# 浜松籠球倶楽部
浜松籠球倶楽部（はままつろうきゅうクラブ、英: Hamamatsu Basketball Club）は、日本のバスケットボールチーム。ホームタウンは静岡県浜松市。B3リーグ参入を目指している。